# Luggenemenener
Luggenemenener (c. 1800 - 21 de marzo de 1837) fue una originaria tasmania que fue capturada y esclavizada por John Batman en el distrito de Ben Lomond al noreste de Tasmania, en septiembre de 1829. Batman envió a Luggenemenener a la cárcel de Campbell Town y mantuvo a su hijo de dos años de edad, Rolepana (c. 1827 - 1842) (AKA Benny Ben Lomond) "...quien se había enfrentado a la muerte para proteger." Batman mantuvo al niño para que pudiera valerse a sí mismo, y lo llevó a establecerse en Port Phillip donde fallecería en Melbourne, en 1842.
Luggenemenener tuvo otro hijo, Walter George Arthur, (c. 1820 – 1861) nacido en Ben Lomond, su padre, Rolepa (aka King George), fue un importante alcalde de Ben Lomond. Walter murió en un accidente de navegación nocturno, en el río Derwent, el 21 de mayo de 1861. Un tercer hijo, Maulboyheenner (AKA Friendly Mission adventurer) también falleció en Melbourne.
Luggenemenener fue enviada al asentamiento de la isla Flinders de Wybellena, con los restos de las naciones de Tasmania, donde murió el 21 de marzo de 1837. Fue llamada Reins Charlotte por George Augustus Robinson.